# Förnäs station
Förnäs station var en station på smalspåriga Jönköping–Gripenbergs Järnväg i Ölmstads socken vid sjön Bunn. 
Förnäs station låg, liksom närmast föregående station, Bunns station, vid västra strandkanten av Bunn på ett avstånd av endast 1,4 kilometer. Under järnvägslinjens byggnadstid var Förnäs under drygt ett år banans ändstation, från oktober 1899 till december 1900. 
Stationen hade ett mötesspår samt ett stickspår, som gick till ett grustag norr om stationen. Därifrån togs det mesta av gruset, som användes för att bygga banken över Bunn på den fortsatta sträckningen till Stora Hultrum och Vireda. Efter avslutad grustäkt anlades en såg på området.
Vid stationen uppfördes först ett expeditionshus, vilket 1902 ersattes av ett stationshus i tegel. 